# Казнав, Эктор
Эктор Казнав (фр. Hector Cazenave; 13 апреля 1914, Монтевидео — 27 сентября 1958) — французский футболист уругвайского происхождения, выступавший на позиции защитника.

## Клубная карьера
Во взрослом футболе дебютировал в 1934 году за команду «Дефенсор». За три сезона в чемпионате Уругвая сыграл в 47 матчах.
Своей игрой за эту команду привлек внимание представителей французского клуба «Сошо», в состав которого присоединился в конце сезона 1936/37. В следующем году команда из Франш-Конте, второй раз в своей истории стала чемпионом Франции. Лидером нападения того состава был Роже Куртуа, который дважды становился лучшим бомбардиром национального чемпионата. С появлением в команде уругвайца, клуб приобрел мощность и защиту. Современники называли трио Лорана Ди Лорты, Этьенна Маттлера и Эктора «Линией Мажино». В полном составе защитная линия «Сошо» выступала и в сборной.
За национальную сборную дебютировал 10 октября 1937 против сборной Швейцарии (2:1). До мая следующего года провел ещё пять товарищеских матчей и попал в заявку на мировое первенство.
Чемпионат мира 1938 года был для Франции домашним. В первом матче Жан Николя и Эмиль Венант трижды отличились в ворота сборной Бельгии, и окончательный счет игры стал 3:1. Но уже в четвертьфинале «родные стены» не помогли французам. Первый тайм со сборной Италии завершился вничью, а во второй половине игры не удалось удержать Пиолу. После чемпионата мира Казнав в сборную больше не привлекался.
1939 года в Европе началась война и Эктор Касенаве вернулся в Южную Америку. В чемпионате Уругвая сыграл ещё четыре сезона. Завершил профессиональную карьеру футболиста выступлениями за команду «Дефенсор» в 1943 году.

## Статистика
| Сезон            | Команда          | Чемпионат        | Чемпионат | Чемпионат | Кубок | Кубок | Сборная | Сборная |
| Сезон            | Команда          | Лига             | Игры      | Голы      | Игры  | Голы  | Игры    | Голы    |
| ---------------- | ---------------- | ---------------- | --------- | --------- | ----- | ----- | ------- | ------- |
| 1934             | «Дефенсор»       | Примера          | 12        | 0         | —     | —     | —       | —       |
| 1935             | «Дефенсор»       | Примера          | 17        | 0         | —     | —     | —       | —       |
| 1936             | «Дефенсор»       | Примера          | 18        | 0         | —     | —     | —       | —       |
| 1936/37          | «Сошо»           | Д-1              | 1         | 0         | —     | —     | —       | —       |
| 1937/38          | «Сошо»           | Д-1              | 29        | 0         | 1     | 0     | 8       | 0       |
| 1938/39          | «Сошо»           | Д-1              | 29        | 0         | 4     | 0     | —       | —       |
| 1940             | «Дефенсор»       | Примера          | 17        | 1         | —     | —     | —       | —       |
| 1941             | «Дефенсор»       | Примера          | 20        | 0         | —     | —     | —       | —       |
| 1942             | «Дефенсор»       | Примера          | 17        | 0         | —     | —     | —       | —       |
| 1943             | «Дефенсор»       | Примера          | 14        | 1         | —     | —     | —       | —       |
| Всего за карьеру | Всего за карьеру | Всего за карьеру | 174       | 2         | 5     | 0     | 8       | 0       |

## Достижения
- Чемпион Франции (1): 1937/38